# Khilok
Pour les articles homonymes, voir Khilok (homonymie).
Khilok (en russe : Хилок) est une ville du kraï de Transbaïkalie, en Russie, et le centre administratif du raïon de Khilok. Sa population s'élevait à 10 488 habitants en 2019.

## Géographie
Khilok est arrosée par la rivière Khilok et se trouve à 224 km au sud-ouest de Tchita, à 261 km de frontière de la république populaire de Chine et à 4 617 km à l'est de Moscou.

## Histoire
Dès le milieu du XVIIe siècle, les premières expéditions cosaques explorèrent la région, mais les Cosaques ne s'y établirent pas de façon permanente. La région comportait un important peuplement de Bouriates et d'Evenks. Pierre le Grand accorda une large autonomie aux princes locaux. Ainsi, la région ne fut colonisée par les Russes qu'à la fin du XIXe siècle, au moment de la construction du Transsibérien. Khilok fut d'abord en 1895 une simple gare ferroviaire sur le Transsibérien, au kilomètre 5934 depuis Moscou.

## Population
Recensements (*) ou estimations de la population
| 1926* | 1939*  | 1959*  | 1970*  | 1979*  | 1989*  | 2002*  | 2010*  |
| ----- | ------ | ------ | ------ | ------ | ------ | ------ | ------ |
| 4 600 | 14 836 | 15 855 | 12 818 | 14 203 | 13 858 | 11 152 | 11 539 |

| 2012   | 2013   | 2014   | 2015   | 2016   | 2017   | 2018   | 2019   |
| ------ | ------ | ------ | ------ | ------ | ------ | ------ | ------ |
| 11 428 | 11 311 | 11 124 | 10 969 | 10 853 | 10 724 | 10 607 | 10 488 |

## Climat
| Mois                     | jan.  | fév.  | mars  | avril | mai | juin | jui. | août | sep. | oct. | nov.  | déc.  | année |
| ------------------------ | ----- | ----- | ----- | ----- | --- | ---- | ---- | ---- | ---- | ---- | ----- | ----- | ----- |
| Température moyenne (°C) | −24,4 | −19,9 | −10,3 | −0,3  | 7,9 | 13,7 | 17   | 14,2 | 6,6  | −1,3 | −12,1 | −21,5 | −2,4  |